# شون وايانز
شون وايانز (بالإنجليزية: Shawn Wayans)‏ هو كاتب سيناريو وممثل أمريكي، ولد في 19 يناير 1971 بنيويورك في الولايات المتحدة.

## أعمال

### أفلام
- (2000) سكيري موفي[3]
- (2006) فيلم مخيف 4

### مسلسلات
- العرض المتأخر مع ديفيد ليترمان

## وصلات خارجية
- شون وايانز على موقع IMDb (الإنجليزية)
- شون وايانز على موقع روتن توميتوز (الإنجليزية)
- شون وايانز على موقع ألو سيني (الفرنسية)
- شون وايانز على موقع ميوزك برينز (الإنجليزية)
- شون وايانز على موقع أول موفي (الإنجليزية)
- شون وايانز على موقع بوكس أوفيس موجو (الإنجليزية)
- شون وايانز على موقع قاعدة بيانات الأفلام السويدية (السويدية)
- شون وايانز على موقع إن إن دي بي (الإنجليزية)
- شون وايانز على موقع قاعدة بيانات الفيلم (الإنجليزية)
- شون وايانز على موقع ليتربوكسد (الإنجليزية)